# Назальный миаз

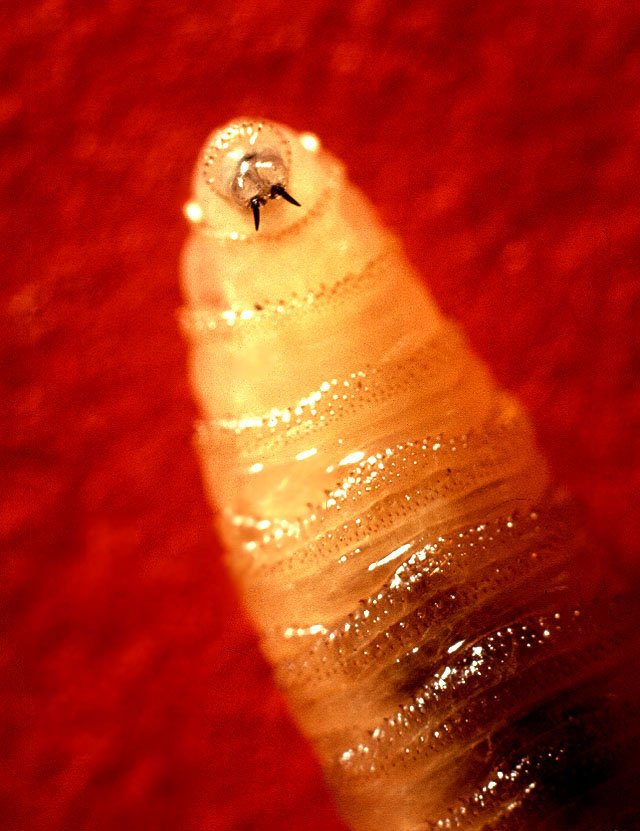
Личинка Cochliomyia hominivorax.

Назальный миаз (Носовой миаз; Носоглоточный миаз; Nasal myiasis; Nasomyiasis) — тип миаза, характеризующийся паразитированием личинок двукрылых в носовой полости.
Этот тип миазов распространён особенно широко в тропиках.
Возбудители: Chrysomyia bezziana (см. Chrysomyiasis), Lucilia hominivora, Sacrophaga Georginia (см. Саркофагоз), Cochliomyia hominivorax (см. Cochliomyiasis), Drosophila melanogaster, Oestrus ovis (см. Эстроз), Wohlfahrtia magnifiea (см. Вольфартиоз) и др.
Интенсивность может быть высокой: описаны случаи, когда у человека извлекали 150 личинок из носа и носоглотки.
Мухи откладывают яйца, ориентируясь по запаху, особенно их привлекает неприятный запах, исходящий в ряде случаев при атрофическом рините, сифилисе, проказе или от инфицированных ран.
В полости носа личинки мух с помощью присасывательного аппарата прикрепляются к слизистой оболочке и вызывают её разрушение (а также надкостницы и подлежащей кости); при манипуляциях необходима особая осторожность в связи с возможностью проникновения в глазницу и мозг. Больные жалуются на головную боль в лобной и теменной областях. Могут возникать головокружения. Из носа появляется обильная слизь с сукровицей и неприятным запахом. При передвижении личинок происходит раздражение слизистой оболочки полости носа, поэтому больные часто чихают.
Личинки могут вторгнуться в носовую впадину и в параносовую пазуху через слёзные проходы.
Симптомы: носовое кровотечение, заложенность и зуд в носу, чиханье, головная боль, опухшие веки и губы. Диагноз ставится при обнаружении личинок, например с помощью эндоскопа.
Возникает ощущение щекотки и ощущение чего-то движущегося внутри носовой полости, чиханье, неприятный запах. Может присоединиться вторичная инфекция слизистой оболочки носа, появится интенсивная головная боль. Отёк век также распространён. Может возникнуть сепсис. Личинки могут рассматриваться в полости носа. Если наступает сепсис, то имеет место лихорадка и озноб. Больной может начать бредить. Слизистая оболочка полости носа разрушается, хрящи и кости также подвергаются некрозу.
Болезнь характеризуется затруднением дыхания, раздражением носа, в некоторых случаях возникает отёк лица и лихорадка.
Личинки могут серьёзно повредить верхнечелюстную пазуху (см. также Оральный миаз), они могут создать нёбный свищ и проникать в евстахиева отверстие трубки (см. также Отомиаз).
Личинки из носовых ходов могут попасть в верхнечелюстную пазуху, что вызывает ринит и фронтит с обильными выделениями и головными болями. Личинки могут диффундировать в придаточные пазухи носа, слёзно-носовой канал, орбиту, кожу лица, а иногда и во внутричерепные структуры, что приводит к менингиту. Кость, как правило, уничтожается личинками, и затем инфекция может вызвать остеомиелит. Личинки также могут привести к заболеванию лица и гибели глаз (см. Офтальмомиаз).
Известны случаи трахеолегочного миаза («tracheopulmonary myiasis»), вызванные личинкой мухи рода Cuterebra (например, Cuterebra fontinella), см Cuterebriasis. При этом у больного наблюдается коклюш, временами кровавая мокрота (иногда с личинками длиной ок. 17,5 мм), без лихорадки. Гемограмма показала высокую эозинофилию (эозинофилов 2.03·109/литр) и количество лейкоцитов в 10,4·109/литр. Уровень С-реактивного белка 7 мг/л. Этот миаз могут вызывать и Gasterophilus  (см. Гастрофилёз), Alouattamyia baeri (см. Алоуаттамиаз) и Megaselia spicularis.
Прогноз: обычно благоприятный при своевременной медицинской помощи. Возможные осложнения — гайморит, диффузный целлюлит лица, деформация носа. Описаны случаи летального исхода.
Лечение заключается в удалении паразитов с помощью щипцов.
Профилактика: репелленты, москитные сетки.